# История Мадейры

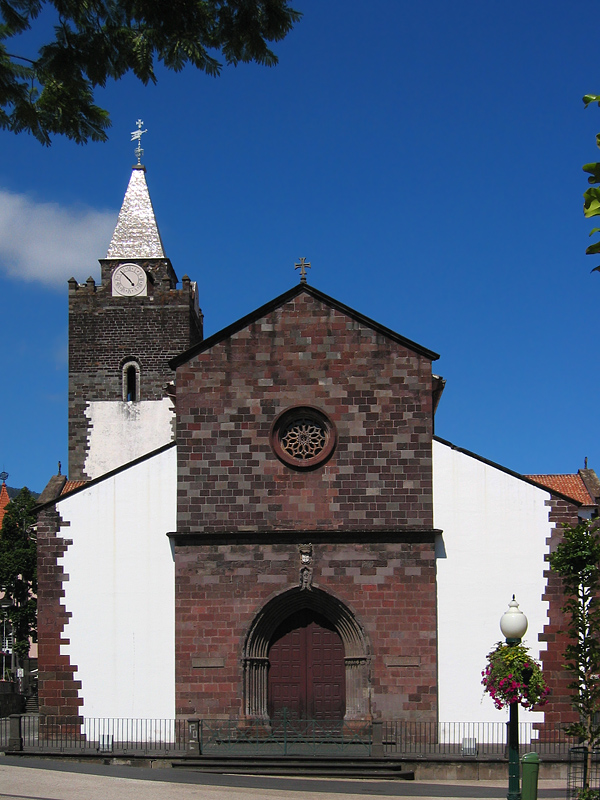
Кафедральный собор Фуншала XV века в готическом стиле Римско-католической церкви.

История Мадейры

### До-португальская эра
Плиний упоминает Пурпурные Острова, чье расположение соответствует Счастливым островам, или Канарам, что может относиться к островам Мадейры. Плутарх, рассказывая о полководце Квинте Сертории, сообщает, что после возвращения в Кадис «он встретил моряка, недавно прибывшего с Атлантических островов, двух по численности, разделенных лишь небольшим проливом, на расстоянии от побережья Африки в 10 000 фурлонгов. Они называются Острова блаженных.» Оцениваемое расстояние до Африки (2000 км/1250 миль) и близость двух островов позволяют сопоставить это упоминание с Мадейрой и Порту-Санту.
Существует романтическая легенда о двух влюбленных Роберте Машим и Анне д’Арфет во времена правления Эдуарда III, которые, убегая из Англии во Францию в 1346 году, сбились с курса из-за сильного шторма. Их корабль разбился у берегов острова, возможно, Мадейры; позже, имя юноши было использовано в наименовании местечка Машику, в память о влюбленных. По свидетельству портулана 1351 года, представленной во Флоренции, Италия, Мадейра была открыта задолго до того, как португальские корабли достигли её. Совершенно точно Мадейра была открыта до основания португальского поселения, ведь она появляется на картах начиная с 1339 года.

### Португальское открытие

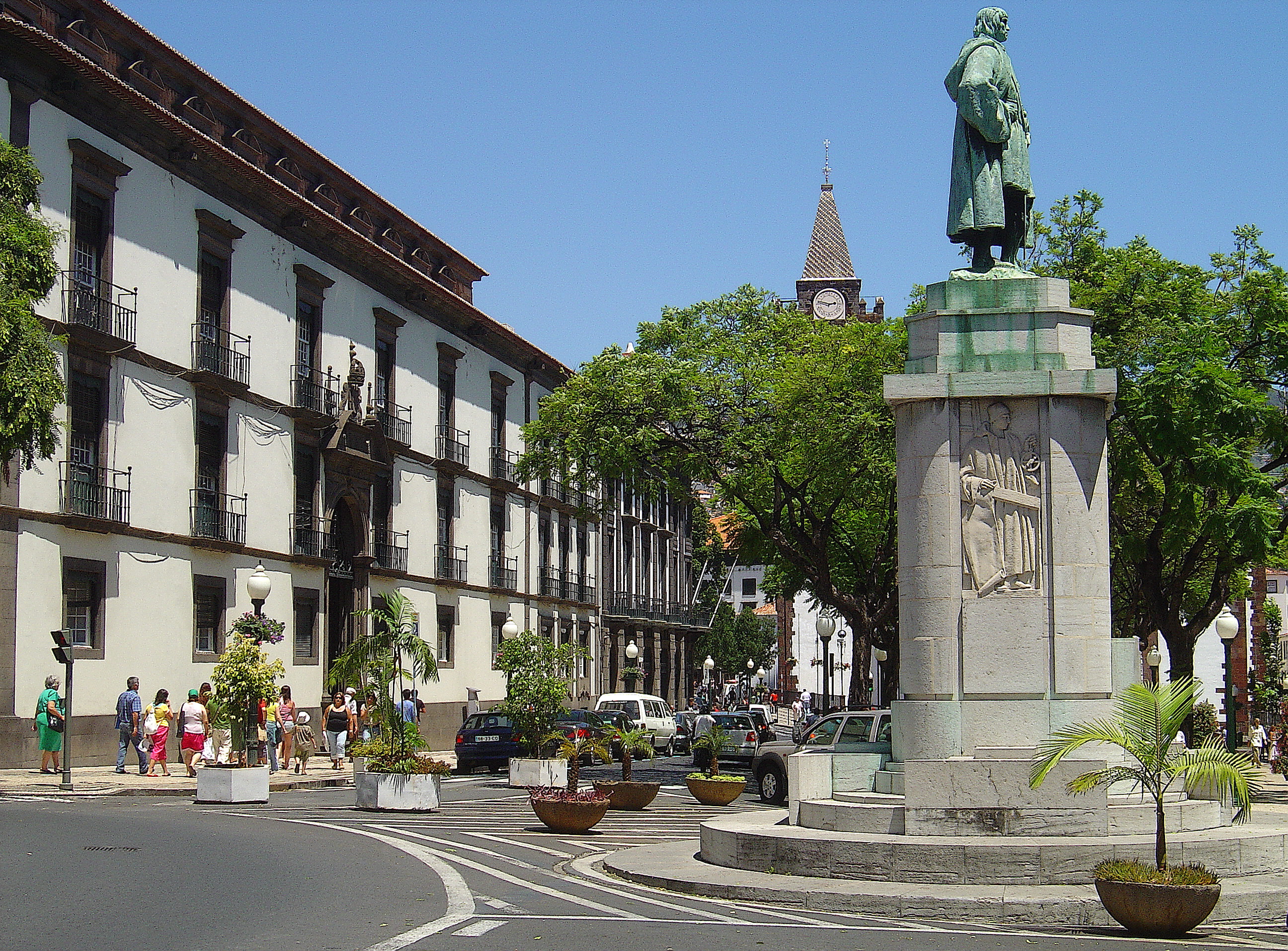
Памятник Жуану Гонсалвешу Зарку в Фуншале

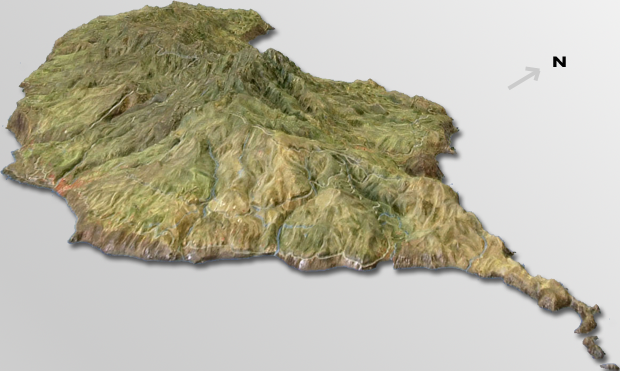
Остров Мадейра

В 1418 году два капитана Инфанта Генриха Мореплавателя — Жуан Гонсалвеш Зарку и Тристан Ваш Тейшейра — были пригнаны штормом к острову Порту-Санту. Они назвали его так (подразумевая Святой Порт) в благодарность за спасение от кораблекрушения. В следующем году была отправлена экспедиция для заселения острова, в которой два капитана совместно с ещё одним капитаном Барталомеу Перештрелло, включили остров в состав Португальской короны.
Острова начали заселяться приблизительно в 1421—1425 годах. 23 сентября 1433 года Ilha da Madeira (Остров Мадейра или «древесный остров») впервые появился на карте.
Три капитана во время своего первого путешествия оставили на острове свои семьи, небольшую группу людей младшего дворянства, людей со скромными накоплениями и несколько старых заключенных. Чтобы иметь возможность малейшего развития сельского хозяйства они должны были срубить густой лес Монтеверде и соорудить обширную сеть каналов (левад, поскольку в некоторых частях острова был избыток воды, а в некоторых — большая нехватка. В начале рыба составляла около половины питания поселенцев, дополняя овощи и фрукты. Первым сельскохозяйственным успехом можно назвать выращивание пшеницы. Изначально она выращивалась колонистами только для собственного пользования, однако затем её начали экспортировать в Португалию.
Открытие Порту-Санту и Мадейры были впервые описаны Гомишом Ианишом ди Зурара в Chronica da Descoberta e Conquista da Guiné.

### Португальская Мадейра

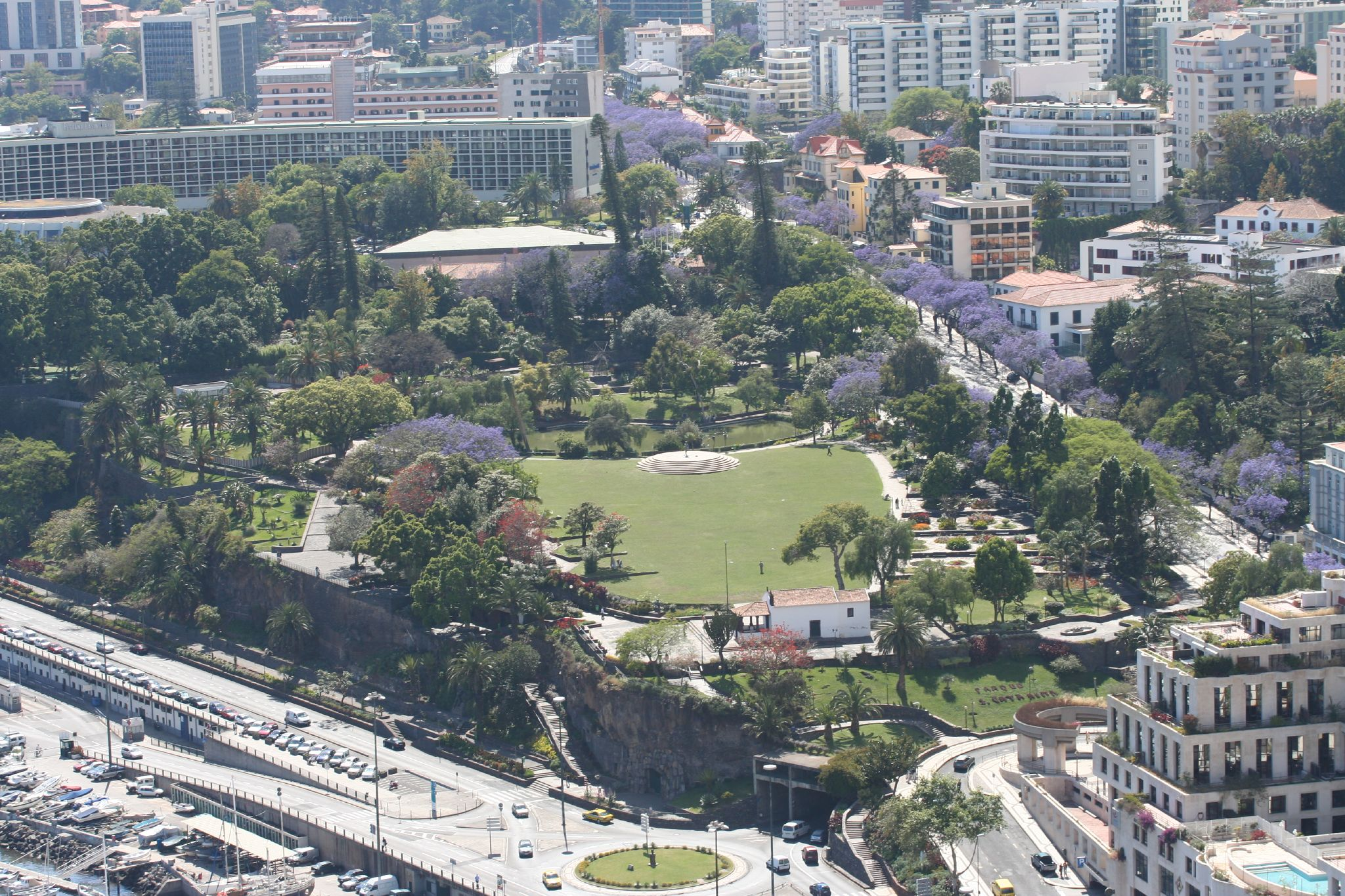
Парк Санта Катарина в центре Фуншала

Однако со временем производство зерна стало падать. Чтобы избежать кризиса, Генрих Мореплаватель приказал выращивать сахарный тростник для производства «сладкой соли», редкой в Европе, из-за этого считавшейся приправой.
Рост числа сахарных плантаций на Мадейре начался в 1455 году при содействии помощников с Сицилии и в большей степени из Генуи и продолжался до XVII века. Доступность Мадейры привлекала Генуэзских и Фламандских торговцев, стремившихся обойти венецианскую монополию. «К 1480 году Антверпен имел около 70 кораблей, задействованных в торговле сахаром с Мадейрой, с переработкой, сконцентрированной в Антверпене. К 1490-м годам Мадейра обошла Кипр по производству сахара».
Производство сахарного тростника стало основным фактором развития экономики острова и увеличило потребность в рабочей силе. Рабы периодически использовались на острове для выращивания тростника и к XVI веку доля завезённых рабов достигла 10 % населения острова.
В 1617 году алжирские берберские пираты захватили 1200 человек на Мадейре. В XVIII веке, когда производство сахара резко выросло в Бразилии, Сан-Томе и Принсипи и других местах, самым важным продуктом острова стало вино.
Остров был дружески оккупирован Британией во время наполеоновских войн в 1807 году, в 1814 году был возвращен во владение Португалии.
После смерти Жуана VI в 1826 году его сын Мигель I отобрал власть у настоящей преемницы, племянницы Марии II и объявил себя «Абсолютным Королём». Мадейра тогда поддержала королеву. Мигель послал экспедиционные войска, и сопротивление острова было сломлено, а губернатор Жозе Травассос Вальдез был вынужден бежать в Англию под защитой Королевского флота.
С XIX века остров приобретает славу курорта. Тогда в Европе знали только два морских курорта — французскую Ривьеру и Мадейру. Здесь отдыхали члены королевских домов, известные писатели и политические деятели.
В 1921 году последний Австро-Венгерский Император Карл I был депортирован на Мадейру после второго неудачного переворота в Венгрии. Здесь он умер годом позже и похоронен в Монте.
В период правления Салазара с 4 по 9 февраля 1931 года на острове произошло восстание, которое было вызвано установлением централизованного государственного контроля над импортом пшеницы и других зерновых культур, а в апреле 1931 года на острове произошло новое восстание, которое через месяц было подавлено. 
1 июля 1976 года, после демократической революции 1974 года, Португалия предоставила политическую автономию Мадейре, в честь чего празднуется День Мадейры. В настоящее время на острове есть своё правительство и законодательное собрание. В 1975 году был создан ультраправый Фронт освобождения архипелага Мадейра, который выступал за независимость архипелага Мадейра. Он совершил несколько десятков взрывов и прекратил активные действия лишь в 1978 году.